# Angioödem
Angioödem (Quinckeödem) innebär svullnader i huden. Vanliga lokalisationer är läppar, ögonlock, ansikte och tunga. Det kan sitta i från timmar till dagar. 
Det är ofta delkomponent vid olika urtikariatillstånd, men kan också uppträda isolerat. Det sällsynta vibrationsangioödemet kan vara ärftligt. 
Angioödem kan utvecklas som en biverkan på ACE-hämmare och kan uppträda flera år efter insättandet av medicinen. Orsaken anses vara att man får en ansamling av bradykinin i kroppen (som annars brutits ned av ACE) och som i sin tur ger upphov till angioödemet.
Hereditärt angioödem, HANÖ, beror på brist på C1-inhibitor. Patienten upplever ofta en pirrande, stickande känsla i huden.
Tranexamsyra (Cyklokapron) eller receptfria Cyklo-F kan ha effekt såväl vid hereditärt angioödem som i en del fall av icke-hereditära angioödem. Hereditärt angioödem behandlas i akut skede med C1-inhibitor-koncentrat alternativt färsk frusen plasma.
Angioödem kan även i sällsynta fall uppträda premenstruellt, det vill säga några dagar innan menstruationen på grund av förhöjda progesteronvärden